# Zimowe Mistrzostwa Polski Seniorów w Lekkoatletyce 1937
5. Zimowe Mistrzostwa Polski Seniorów w Lekkoatletyce – zawody lekkoatletyczne, które zostały rozegrane 30 i 31 stycznia 1937 w Przemyślu w hali należącej do Urzędu Okręgowego WF.

## Rezultaty

### Mężczyźni
| Konkurencja:              | 1. miejsce                                                                                          | Rezultat | 2. miejsce                                                                                         | Rezultat | 3. miejsce                                                                        | Rezultat |
| Bieg na 50 m              | Tadeusz Popek AZS Poznań                                                                            | 6,3      | Roman Sienicki AZS Lwów                                                                            | 6,4      | Edward Trojanowski AZS Warszawa                                                   |          |
| Bieg na 3000 m            | Kazimierz Kucharski Pogoń Lwów                                                                      | 9:42,0   | Józef Flis Strzelec Lublin                                                                         | 9:42,5   | Paweł Orłowski Pogoń Katowice                                                     |          |
| Bieg na 50 m przez płotki | Mieczysław Haspel AZS Lwów                                                                          | 7,7      | Wilhelm Schneider Pogoń Katowice                                                                   | 7,8      | Władysław Niemiec Pogoń Lwów                                                      |          |
| Sztafeta 6 × 50 m         | Pogoń Lwów Antoni Zatwarnicki Macioł Bohdan Mrozek Włodzimierz Drużbiak Jerzy Panas Marian Sozański | 40,4     | AZS Poznań Karol Hoffmann Jan Rejecki Marian Hoffmann Józef Sokołowski Tadeusz Popek Paweł Schmidt |          | Policyjny KS Warszawa Gil Zankiewicz Semionowicz Kazimierz Kosiarz Miller Rejecki |          |
| Sztafeta 3 × 800 m        | Legia Warszawa Antoni Maszewski Jerzy Kępiński Wacław Gąssowski                                     | 6:14,3   | Pogoń Katowice Alojzy Cieślik Hubert Skolik Jan Rakoczy                                            | 6:14,8   | Warszawianka Czesław Skowroński Janusz Kusociński Zdzisław Zawieja                |          |
| Skok wzwyż                | Szczepan Kalinowski WKS Grudziądz                                                                   | 1,805    | Wilhelm Chmiel KPW Katowice                                                                        | 1,805    | Karol Hoffmann AZS Poznań                                                         | 1,805    |
| Skok o tyczce             | Wilhelm Schneider Pogoń Katowice                                                                    | 3,87     | Władysław Klemczak AZS Poznań                                                                      | 3,71     | Witold Maciaszczyk Sokół Łódź                                                     | 3,56     |
| Skok w dal                | Karol Hoffmann AZS Poznań                                                                           | 6,92     | Tadeusz Hanke Warszawianka                                                                         | 6,82     | Marian Hoffmann AZS Poznań                                                        | 6,79     |
| Skok w dal z miejsca      | Jan Rejecki AZS Poznań                                                                              | 2,89     | Paweł Schmidt AZS Poznań                                                                           | 2,88     | Wilhelm Chmiel KPW Katowice                                                       | 2,88     |
| Pchnięcie kulą            | Józef Grzelski AZS Poznań                                                                           | 13,78    | Leonid Fiedoruk Warszawianka                                                                       | 13,72    | Witold Gerutto Warszawianka                                                       | 13,61    |

### Kobiety
| Konkurencja:              | 1. miejsce                                                                                   | Rezultat | 2. miejsce                                                                       | Rezultat | 3. miejsce                                              | Rezultat |
| Bieg na 50 m              | Zofia Staruszkiewicz Sokół Grudziądz                                                         | 7,2      | Jadwiga Batiuk Strzelec Lwów                                                     | 7,5      | Barbara Książkiewicz Pomorzanin Toruń                   | 7,3      |
| Bieg na 500 m             | Jadwiga Nowacka AZS Warszawa                                                                 | 1:36,0   | Irena Świderska AZS Poznań                                                       | 1:38,2   | Helena Gottlieb Makkabi Kraków                          |          |
| Bieg na 50 m przez płotki | Irena Świderska AZS Poznań                                                                   | 8,2      | Maria Wiśniewska Sokół Grudziądz                                                 | 9,3      | Jadwiga Wajsówna Boruta Zgierz                          | 9,5      |
| Sztafeta 4 × 50 m         | Sokół Grudziądz Anna Jadwiga Gawrońska Klara Gackowska Zofia Staruszkiewicz Maria Wiśniewska | 31,5     | Warszawianka Genowefa Chrzanowska Aleksandra Puszkin Alina Dunin Wanda Flakowicz | 32,2     | AZS Poznań Lubelska Kamieńska Wohlgetan Irena Świderska |          |
| Skok wzwyż                | Jadwiga Wajsówna Boruta Zgierz                                                               | 1,42     | Szarlotta Biskup KPW Katowice                                                    | 1,42     | Maria Wiśniewska Sokół Grudziądz                        | 1,39     |
| Skok w dal                | Irena Świderska AZS Poznań                                                                   | 4,90     | Barbara Książkiewicz Pomorzanin Toruń                                            | 4,70     | Maria Wiśniewska Sokół Grudziądz                        | 4,48     |
| Skok w dal z miejsca      | Jadwiga Wajsówna Boruta Zgierz                                                               | 2,34     | Kamieńska AZS Poznań                                                             | 2,27     | Jadwiga Batiuk Strzelec Lwów                            | 2,27     |
| Pchnięcie kulą            | Genowefa Cejzikowa AZS Warszawa                                                              | 11,66    | Jadwiga Wajsówna Boruta Zgierz                                                   | 11,52    | Wanda Flakowicz Warszawianka                            | 11,40    |